# Біполярна туманність

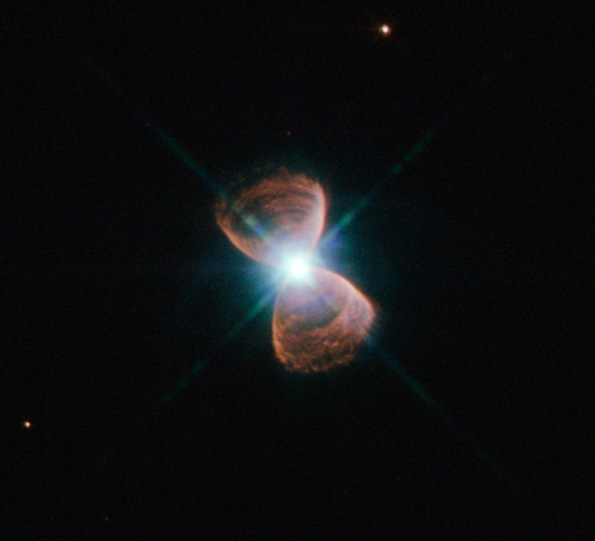
Біполярна планетарна туманність PN Hb 12.

Біполярна туманність — це виразне небулярне утворення, для якого характерною є видимість двох чітко виражених, осесиметричних ділянок.
Чимало планетарних туманностей (але не всі) мають добре видиму біполярну структуру. Можливо, ці два типи туманностей є прямо пов'язаними, при чому одна відносно іншої є попередньою чи наступною стадією еволюції туманності.

## Формування
Хоча точні причини формування цієї небулярної структури невідомі, її утворення може мати зв'язок із фізичними процесами, відомими під терміном «біполярні струмені», через які зоря вивергає високоенергетичні потоки вздовж обидвох полюсів. За однією з теорій, ці потоки зіштовхуються з речовиною, що оточує зірку (зоряним пилом або згустками матерії, що залишилися після колишнього вибуху наднової).

## Приклади

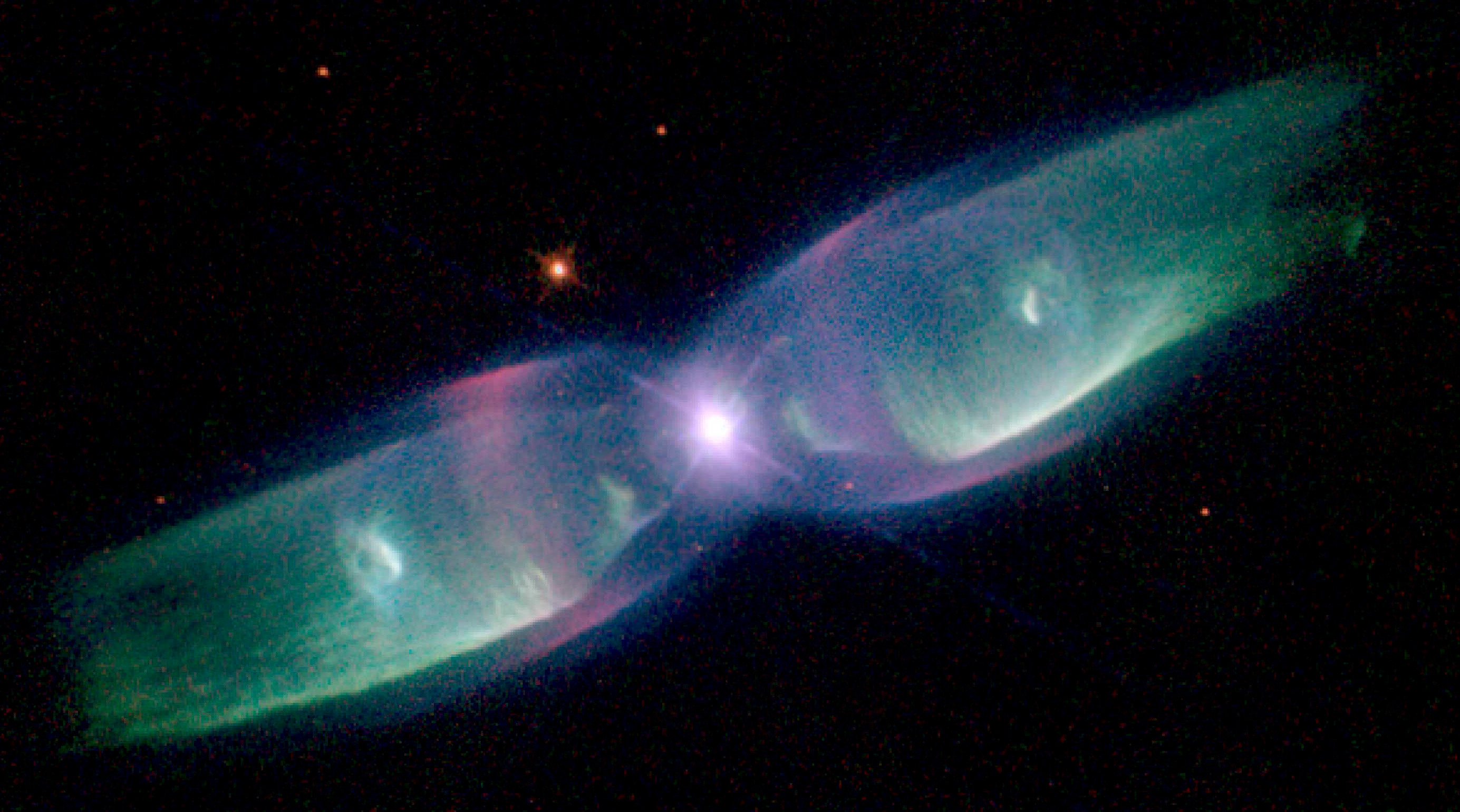
Планетарна туманність M2-9, також відома як Метелик Мінковського або туманність Крила Метелика. Є непоганим прикладом біполярної туманності.

- Туманність Гомункул поблизу Ета Кіля[2][3][4][5]
- Габбл 5[6]
- M2-9 — туманність Крила Метелика[7][8][9]
- OH231.8+4.2 — туманність Тухле Яйце або туманність Кальян[10][11][12][13]
- Mz3 (або Мензел 3) — туманність Мураха[14][15][16]
- CRL 2688 — туманність Яйце[17][18][19][20]
- HD 44179 — туманність Червоний Прямокутник[21][22][23]
- MyCn18 — туманність Пісочний Годинник[24][25][26][27][28]
- He2-104 — туманність Південний Краб[29][30][31]
- Туманність Бумеранг[32][33][34][35][36]
- NGC 2346 — також відома як Метелик NGC 2346[37]